# Emilija Stajtschewa
Emilija Stajtschewa (bulgarisch Емилия Стайчева, wiss. Transliteration: Emilija Stajčeva, auch: Emilija Krumova Stajčeva, Emilija Staitscheva; * 16. Januar 1936 in Sofia, Bulgarien; † am oder vor dem 23. Dezember 2020) war eine bulgarische Germanistin.

## Leben
Emilija Stajtschewa studierte Germanistik an der Universität Sofia. Sie promovierte 1977 an der Universität Jena mit einer Arbeit über Das Menschenbild in der frühen Prosa Ricarda Huchs. Einen zweiten Dr.-Titel erwarb sie an der Universität Sofia mit einer Dissertation über Teodor Trajanow und die deutschsprachige Lyrik. Ab 1987 war sie Dozentin, ab 2001 Professorin für Deutschsprachige Literatur an der Universität Sofia. Im Sommersemester 1992 war sie Gastprofessorin an der Universität Salzburg.

## Ehrungen (Auswahl)
- 1996: Österreichisches Ehrenkreuz für Wissenschaft und Kunst I. Klasse[1]
- 2007: Wahl zum Mitglied der Leibniz-Sozietät der Wissenschaften zu Berlin[2]

## Veröffentlichungen (Auswahl)
- Die Frau und die Macht. Über die Selbstwahrnehmung der bulgarischen Dichterin Blaga Dimitrowa, in: Hannelore Scholz (Hrsg.): „Der weibliche multikulturelle Blick“. Ergebnisse eines Symposiums, 1995, ISBN 3-930412-27-6, S. 196–207
- Die Duineser Elegien und das Rilke-Gedicht von Teodor Trajanov, in: Karlheinz F. Auckenthaler (Hrsg.): Ein Leben für Dichtung und Freiheit. Festschrift zum 70. Geburtstag von Joseph P. Strelka, 1997, ISBN 3-86057-642-9, S. 589–602
- Ricarda Huch und die bulgarische Jahrhundertwende, in: Bulgarien-Jahrbuch, Jg. 2002/2003, S. 115–124
- Die Darstellung des Fremden in den frühen Schriften Ricarda Huchs, in: Cord-Friedrich Berghahn u. a. (Hrsg.): Geschichtsgefühl und Gestaltungskraft, 2016, ISBN 978-3-8253-6644-5, S. 215–221

Eine umfangreiche Publikationsliste ist enthalten in der Festschrift:
- Reneta Kilewa-Stamenowa, Maja Rasbojnikowa-Fratewa (Hrsg.): България и немскоезичният свят. транскултурни взаимодействия. Сборник в чест на проф. дфн. Емилия Стайчева (Bulgarien und der deutschsprachige Raum. Transkulturelle Interaktionen. Eine Sammlung zu Ehren von Prof. Emilija Stajtschewa), 2018, ISBN 978-954-07-4397-4[3]